# Ley de Thirlwall
La ley de Thirlwall (en honor de Anthony Thirlwall) afirma que si en el largo plazo el equilibrio de la balanza de pagos de la cuenta corriente es un requisito, y el tipo de cambio real se mantiene relativamente constante, el crecimiento a largo plazo de un país se puede aproximar por la relación entre el crecimiento de las exportaciones a la elasticidad ingreso de la demanda de importaciones (Thirlwall, 1979).
Si el tipo de cambio real varía considerablemente, pero las elasticidades precio de la demanda de importaciones y exportaciones son bajas, el crecimiento a largo plazo de la economía será determinado por el crecimiento de los ingresos mundiales multiplicados por la relación entre la elasticidad-ingreso de la demanda de exportaciones e importaciones que están determinadas por las características estructurales de los países. Un ejemplo importante de esto es que si los países en desarrollo producen principalmente productos primarios y productos manufacturados de bajo valor con una baja elasticidad ingreso de la demanda, mientras que los países desarrollados se especializan en la elasticidad de los productos manufacturados de altos ingresos de los países en desarrollo crecerán a un ritmo relativamente lento
El modelo de crecimiento limitado por la balanza de pagos de Thirlwall o ley de Thirlwall, es a menudo llamado el multiplicador dinámico de Harrod, Harrod se dio cuenta al hacer estática comparativa que existía un multiplicador del comercio resultado de que Y = X / m, donde Y es el ingreso nacional, X son las exportaciones y m es la propensión marginal a importar, que se obtiene bajo los mismos supuestos que la ley de Thirlwall.
La asunción de equilibrio de balanza de pagos por cuenta corriente puede ser relajado para permitir que los flujos de capital (ver Thirlwall y Nureldin Hussein, 1982), pero los valores razonables de los flujos sostenibles (por ejemplo, 3% del PIB), los flujos de capital hace poca diferencia empírica a la predicciones de crecimiento del modelo básico.
Desde 1979, el modelo ha sido ampliamente probado, con un amplio apoyo a los países tanto desarrollados como en desarrollo. También ha sido aplicado al caso de España. El modelo ofrece una alternativa a los modelos de la oferta de la teoría neoclásica del crecimiento, que son modelos de economía sin restricciones de demanda. En el modelo de Thirlwall el último obstáculo para el crecimiento es la escasez de divisas o el crecimiento de las exportaciones a las que la oferta de factores pueden adaptar. Se trata de cambios en el crecimiento que equilibran la balanza de pagos, no los cambios en los precios relativos en el comercio internacional.